# Благоєвград
Благо́євград (болг. Благоевград) до 1950 року Горішня Джумая (болг. Горна Джумая) — місто, адміністративний центр общини Благоєвград і Благоєвградської області, південно-західна Болгарія. За даними перепису Національного статистичного інституту станом на 31 грудня 2015 року в місті проживає 69 610 осіб.

## Географія
Благоєвград знаходиться в долині Струми і через нього протікає менша річка Бистриця. Місто розташоване на висоті 360 метрів над рівнем моря в Благоєвградський котловині між горами Рила та Влахина, у безпосередній близькості від гір Пірин.
Благоєвград характеризується переважно гірським рельєфом. Благоєвград є одним з міст із самими сонячними днями року. Клімат перехідний континентальний через повітряні маси, що проникають на південь від  Струми. Місто захищено від холодних північних вітрів  природним бар'єром високих гірських масивів і пагорбів при селі Бело поле. Гірський бриз, що спускається з Рили вздовж Бистриці, охолоджує повітря у літню спеку. Швидкість вітру помірна - 1,6 метра в секунду. Завдяки численним гірським лісам навколо міста та відсутністі промислових забруднювачів, повітря в Благоєвграді чисте. Зима м'яка, коротка і майже без снігу, середня температура січня - 0,6  °C. Літо довге і сухе, з невеликою кількістю опадів. Середня температура липня 23,4 °C, а максимальна температура в Благоєвграді - 41,6 °C. Середньорічна температура становить приблизно 12,6 °C.

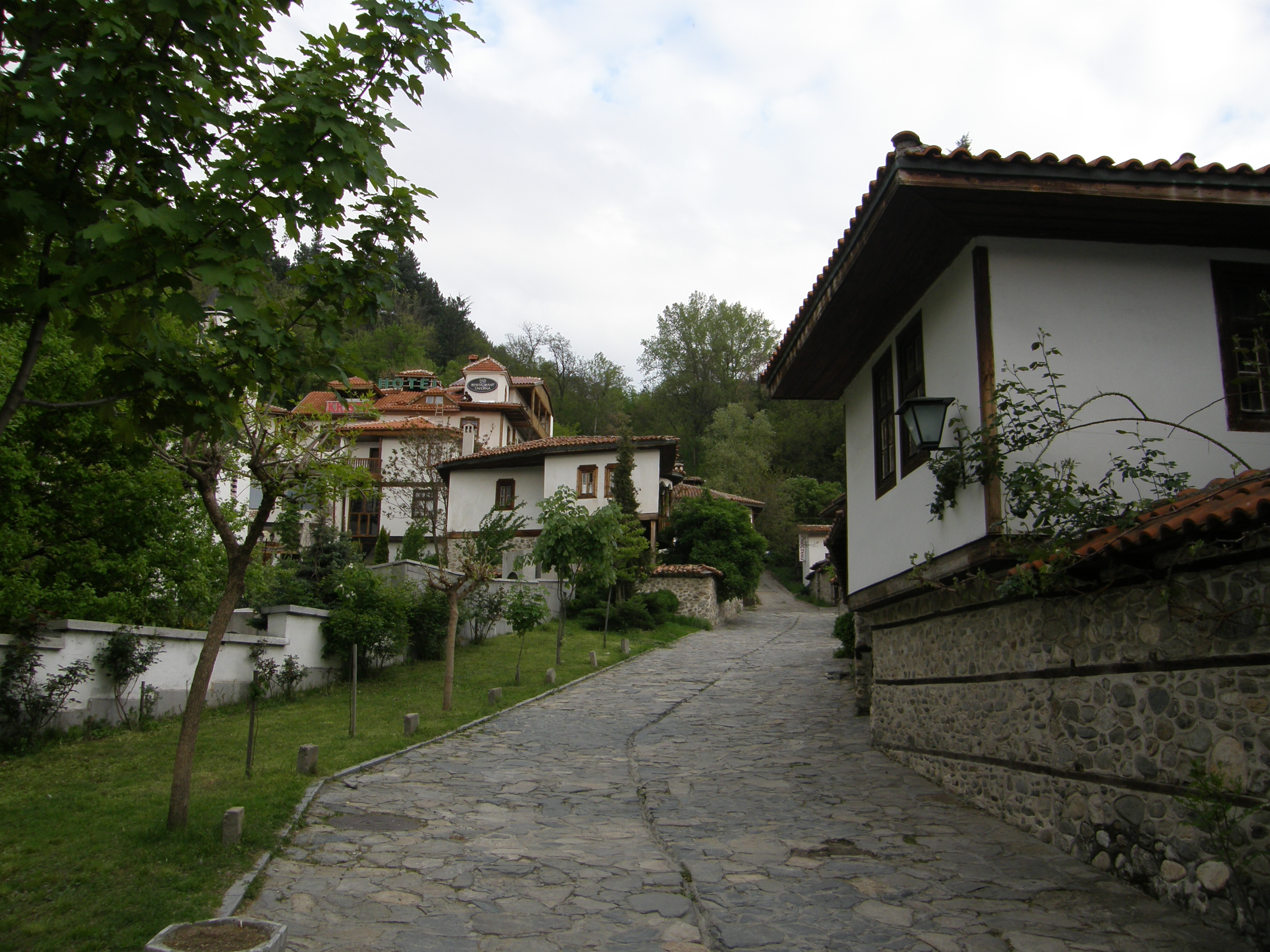
Будинки в районі Вароша
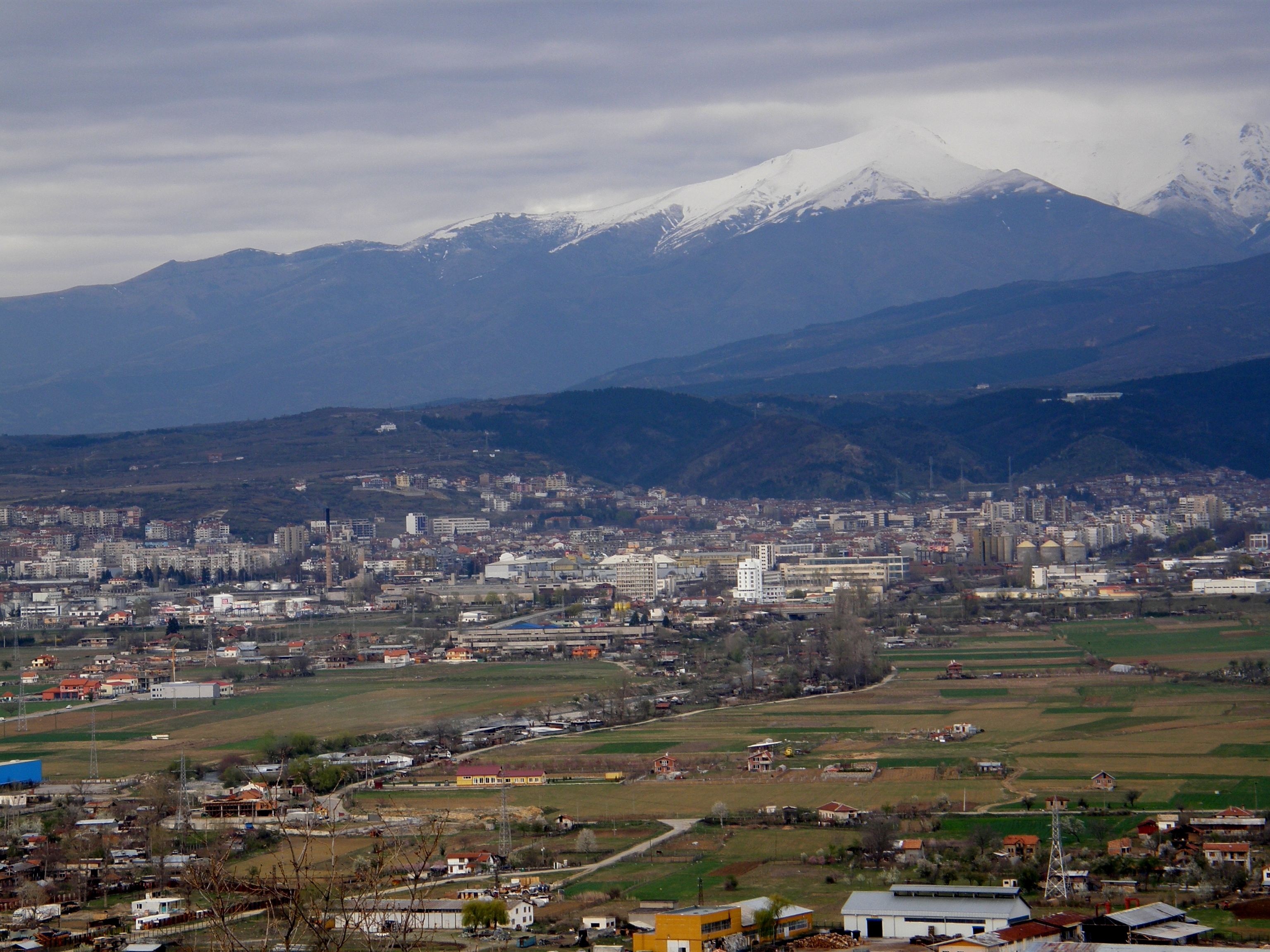
Панорама міста
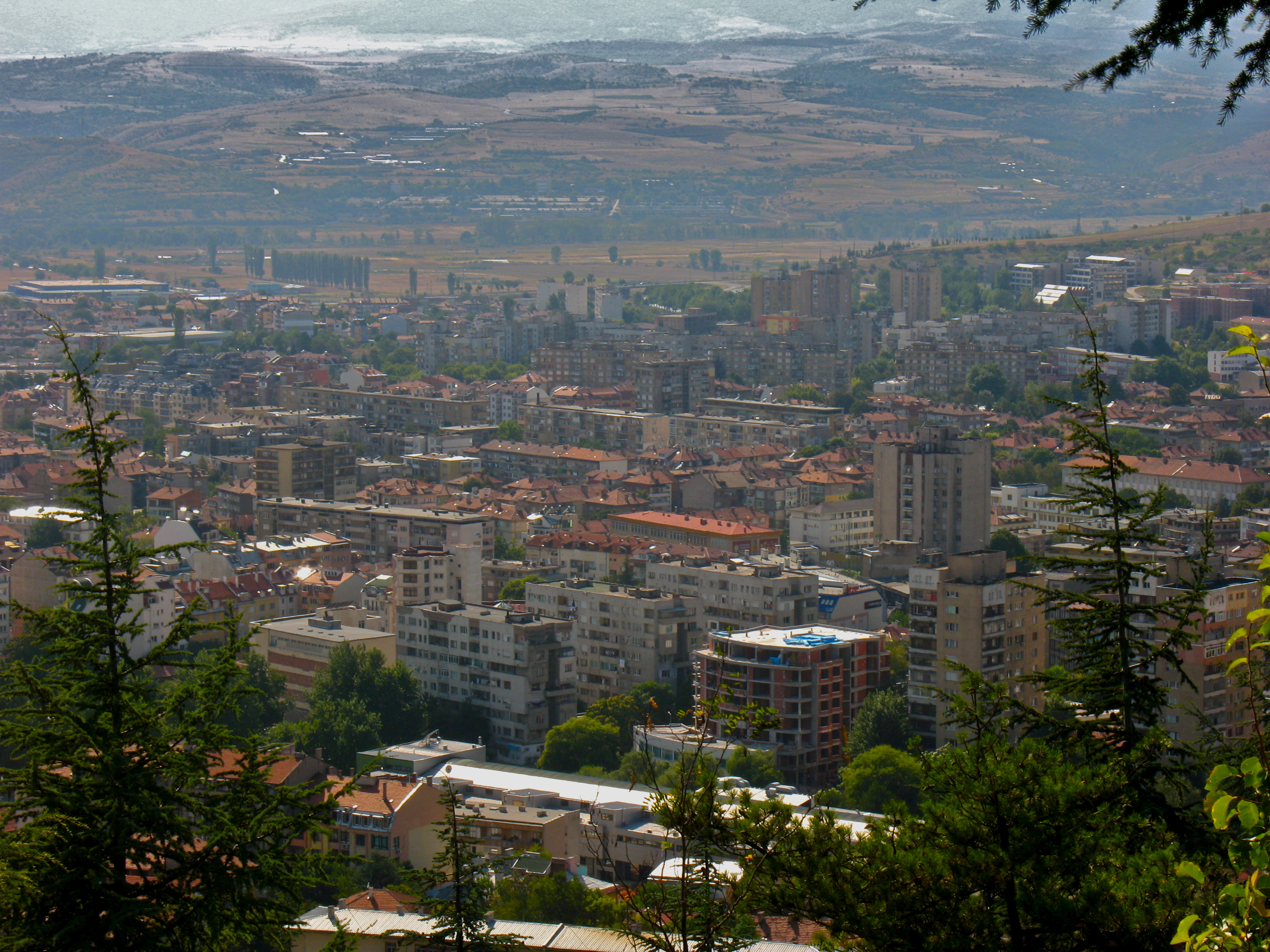
Панорама міста

## Історія

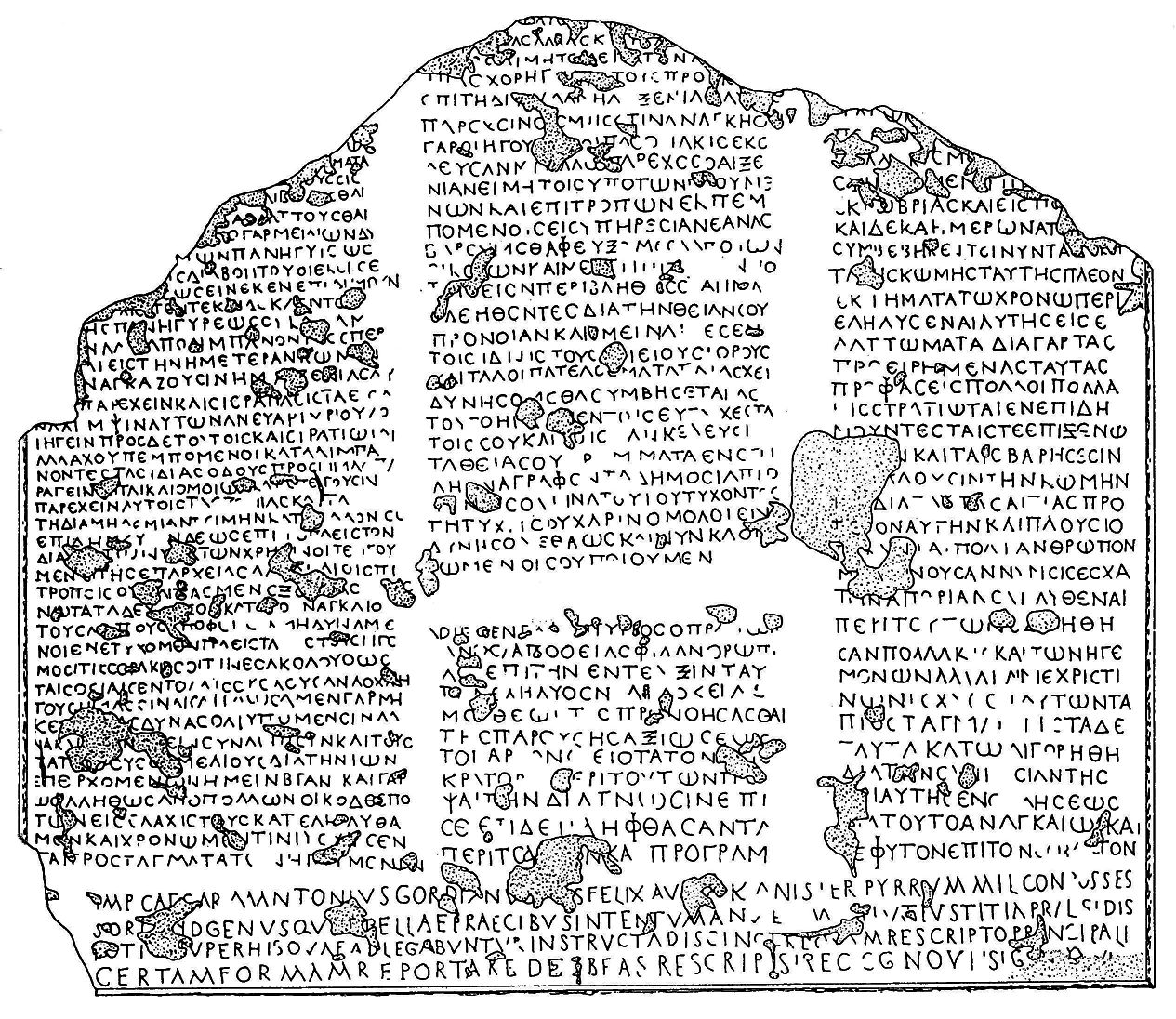
Запит від Скаптопара з відповіддю імператора Гордіана III, 238 р.

### Античність
Благоєвград - селище з багатою історією. Сприятливі умови, створені теплими мінеральними джерелами, допомагають створити близько 300 р. до н.е. фракійське село Скаптопара (Σκαπτοπάρα) на місці сьогоднішнього кварталу Грамада. У 238 р. мешканці Скаптопара, так звані гресіти (Γρεσειται), надіслали звернення до римського імператора Гордіана III, з якого видно, що в двох милях від села кілька разів на рік проводилися багаторазові ярмарки, найбільш відвідувані з 1 до 15 жовтня, коли продажі були звільнені від оподаткування.
У нинішньому кварталі Струмсько знайдені залишки пізньої античної церкви.
З приходом слов'ян, життя в Скаптопара завмирає, і протягом наступних століть немає даних.

### Часи панування Османської імперії

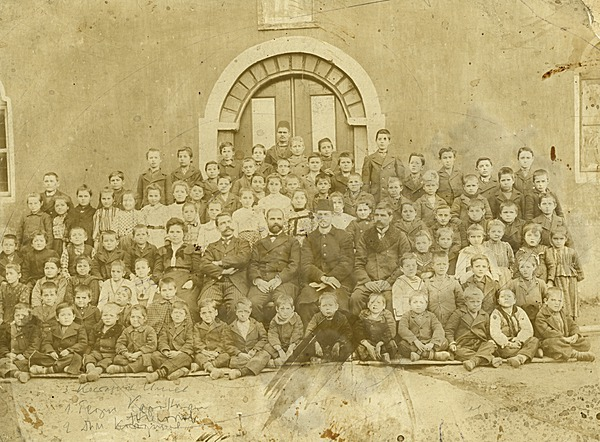
Студенти та викладачі у Горній Джумаї близько 1912 року. Серед них Костадин Ілієв

Після османського завоювання півострова в 15 столітті, на місці Скаптопара, знову з'явилося місто з великим населенням, яке багато разів змінювало назву - Джума Базарі, Джума, Баня, Орта Джума, Джумая, Горна Джумая.  Джумая - це турецьке слово, що означає "п'ятниця", тобто ринковий день.
У середині 17-го століття тут перебував османський мандрівник Евлія Челебі, який пише, що місто Орта-джумаа має 200  будинків, велику мечеть з багатьма віруючими і 80 магазинів і багато мінеральних джерел.
В епоху Відродження на східній стороні Бистриці збудований болгарський квартал Вароша. Мечеті доводять, що поряд з болгарами багато турків і помаків.  За словами французького геолога Амі Бує,   болгари називають місто Шума (від "шума" - гора).
У XIX столітті паломники  приїжали до Рильського монастиря і дарували великі гроши.   Жителі Джумаї також роблять особисті пожертви до монастиря.  У селищі монастир має притулок, а також магазини, готелі, поля і луки.
У 1844 році, після розробки султанського указу, у Вароші освячена нова церква "Введення Богородиці", побудована і розписана протягом наступних 50 років. У 1845 році Віктор Віктор Григорович,  прямуючи з Мелника до Рильського монастиря, відвідав місто і написав: 
| " | ...після того, як я виїхав з села Семитлія, увійшов у долину, прикрашену містом Джумая на річці Струма. Я ночував у гостинних людей. У Джумаї є одна церква "Введення Пресвятої Богородиці" і невелика болгарська школа. | " |

У Вароші також знаходиться будинок революціонера Георгія Ізмірлієва.  

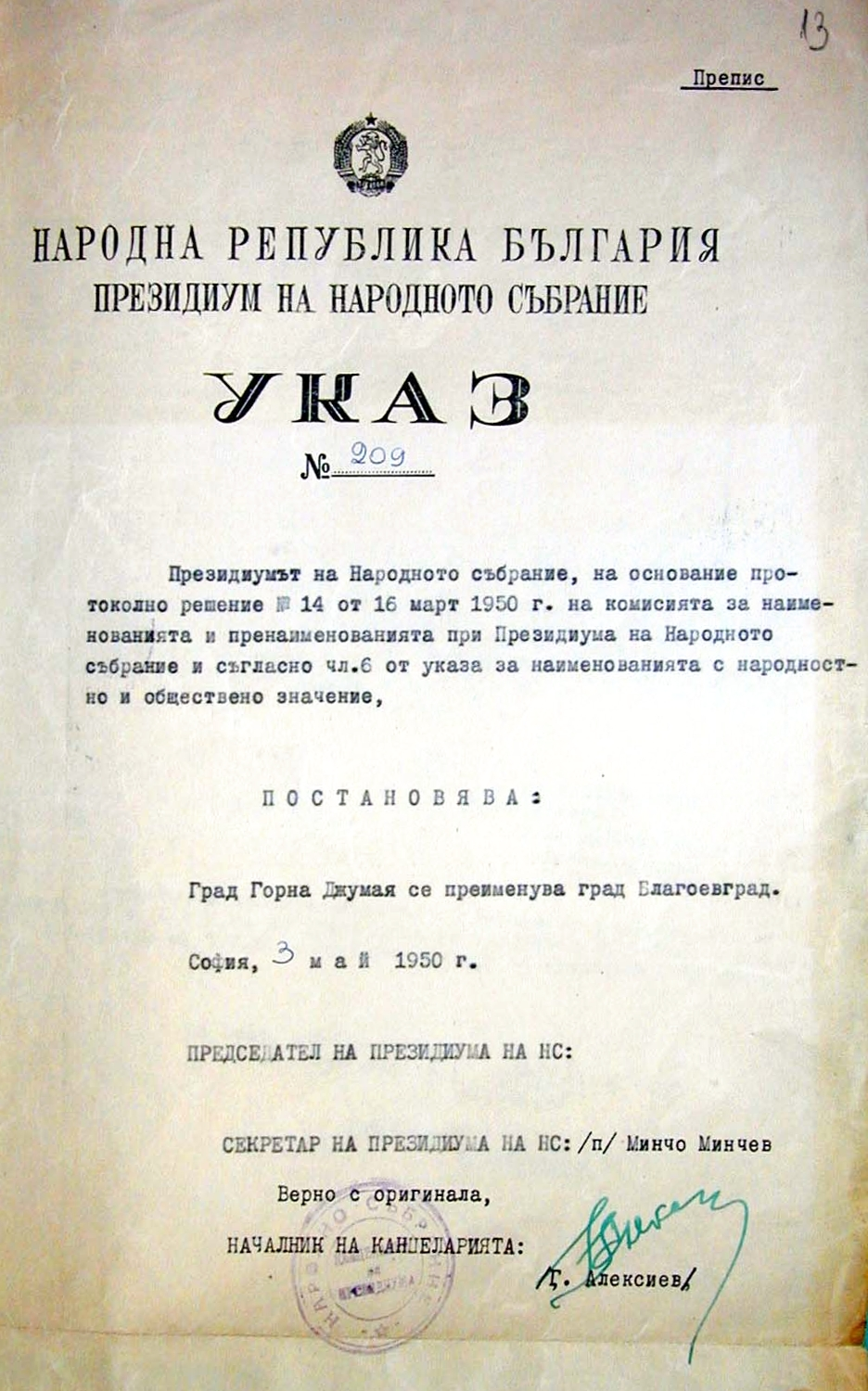
Указ Президії про перейменування міста Горна Джумая в Благоєвград

У 1891 році Георгій Стрезов написав про місто: 
| " | Центр Горної Джумаї (Джума-баля) - охайне місто з не більш як 1200 будинками. Протягом бурхливих 1877-1879 рр. переважна більшість населення міста, а також його околиці емігрували; місто було пограбоване, спустошене. Більшість будинків є новими; а мешканці - мігранти з різних країн. Найбільше прийшло цінцарів і греків з Мелника і Сяра, які прибрали всю торговлю. Місто як прикордонна територія розвивається і досягає успіху з кожним днем. Просто шкода, що вся робота йде в чужі руки і болгари слабшають. Раніше це місто було одним з найбільш пробуджених; тепер страшно не відкривати в цьому чистому болгарському місті грецьку школу. У Джумаї є дві мінеральні ванни: одна на церковному дворі, інша зовні. У дворі також є камінь з грецькимнаписом. На подвір'ї знаходиться камінь з грецьким написом, перенесений зі Струмського чифлика. Одна школа. Одна церква болгарська. | " |

У 1900 році, за  статистикою Василя Канчова, населення Горної Джумаї (Йокарі Джумая) налічувало 6440 осіб, 1250 болгарських християн, 4500 турок, 60 греків, 250 волохів, 180 євреїв і 200 циган.
На початку Балканської війни 1912 року шістдесят чотири людини з міста були добровольцями в Македонсько-Адріанопольському корпусі.

### У Болгарії
5 жовтня 1912 року Горна Джумая була звільнена  болгарською армією. Після Другої балканської війни 1913 р. турецьке населення було значною мірою депортоване, і в місті заселялися численні маси болгарських біженців, що прибули з Егейської Македонії і Вардарської Македонії. За даними Димитара Гадянова, в 1916 році  Джумая нараховувала близько 7 тис. осіб, з них тільки 30 турецьких сімей, 100 родин багатих арумунів і декілька євреїв і циган.
Перші автомобілі в місті з'явилися в 1928 році, але були тільки у великих торговців і компаній. У лютому 1933 р. У Горній Джумаї відбулася Перша Велика Македонська Рада Болгарської громади біженців Македонії. З нагоди 30-ї річниці Іллінденського повстання був побудований пам'ятник невідомому македонському четнику, який однак був зруйнований після державного перевороту 1944 року.
9 травня 1950 року Горна Джумая була перейменована в Благоєвград на честь політичного діяча Дмитра Благоєва. У 1954 р. до нього приєдналося село Грамада, а в 1973 р. село Струмське. У 1955 році був збудований пам'ятник Гоце Делчеву висотою 8 метрів. У дивовижно короткий час, наприкінці 1980-х років Благоєвград буквально перетворив муніципальні будівлі.

### Релігія

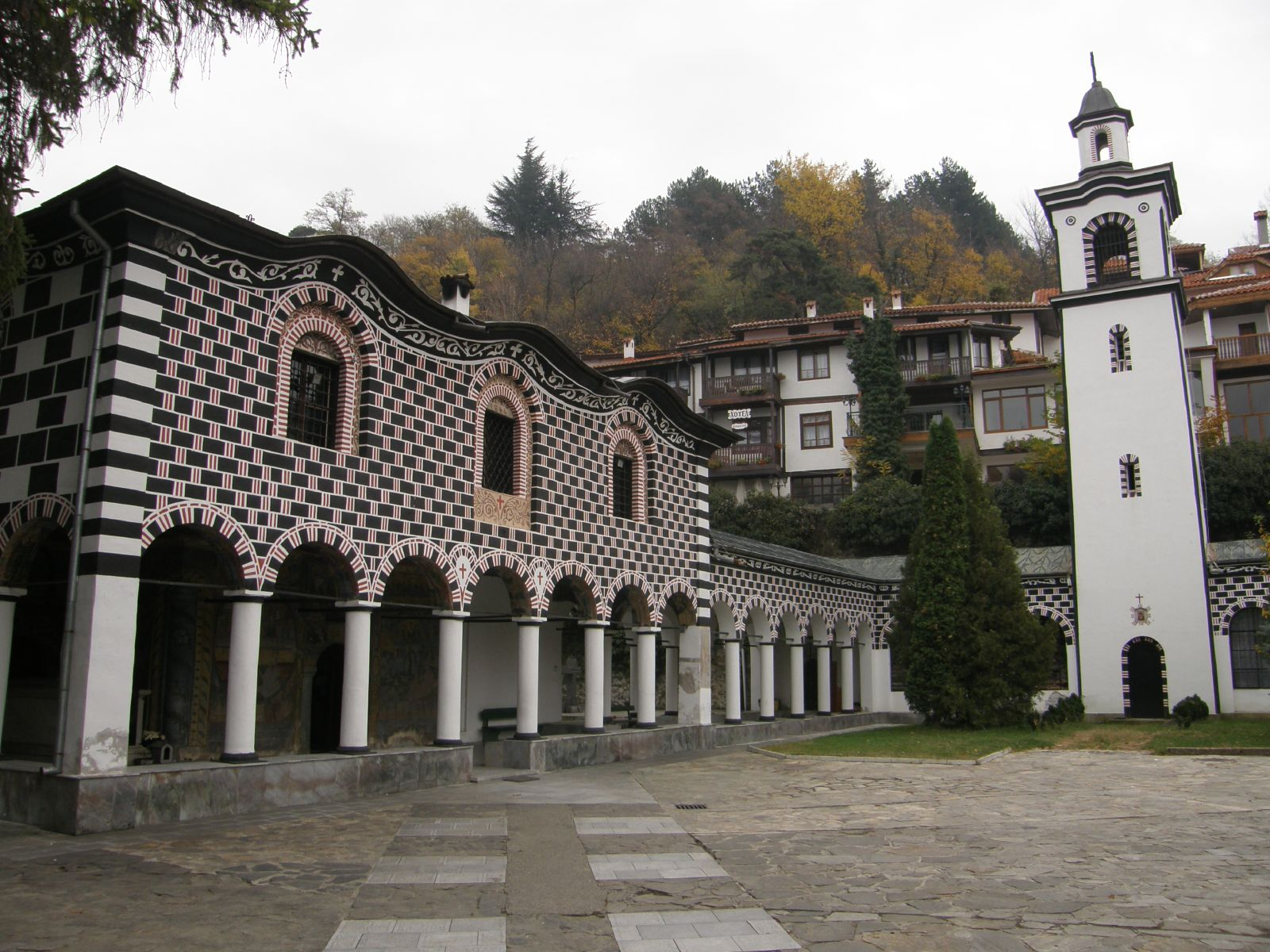
Церква Введення Богородиці у 2007 році

Східне православне населення міста в XIX - XX ст. традиційно входить до складу Неврокопської єпархії (з 1894 р. - частина Болгарського екзархату). Після поділу єпархії між Болгарією і Грецією в 1913 р., з 1921 по 1928 рр., її центр був у Горній Джумаї. З 1928 по 1941 рр. та з 1945 по 1951 р. місце перебування єпархії було тимчасово в Неврокопі, а з 1951 р. остаточно у Благоєвграді. На чолі єпархії з 1994 по 2013 році єпископ Натанаїл.  Православний інформаційний центр працює в неврокопській митрополії.  Православні церкви в місті:
- "Введення Богородиці", соборна церква у кварталі Вароша
- "Святого Архангела Михаїла"
- "Святий Миколай"
- "Св. Димитар"

У місті є регіональне муфтія ісламської релігії, але в самому місті є незначна кількість мусульман. Регіональний муфтій з 2011 року - Айдин Несіб Мохаммед. У місті є мечеть, храм недіючий згідно з Національним державним реєстром храмів у Болгарії і діє згідно з Головним муфтієм. У жовтні 2009 року храм постраждав від пожежі.
Існує також  євангельська  церква.

## Економіка та інфраструктура
Економіка Благоєвграда відносно різноманітна і добре збалансована, з відсутністю яскраво домінуючих галузей промисловості.  Найбільший внесок в обсяги виробництва і кількості робочих місць дають сектори промисловості, а потім торгівлі та транспорту.
Через велику кількість студентів (частково через Американський університет у місті),  географію, природу та ряд соціальних факторів місто має відносно добре розвинену економіку.  Є багато магазинів, кафе і ресторанів.  Велика кількість некваліфікованої робочої сили залучається в будівельні компанії та пошивні майстерні.
З 2015 року найбільшим торговим центром у південно-західній Болгарії є «Ларго».

### Транспорт
Місто розташоване на загальноєвропейському транспортному коридорі 4, європейській дорозі E79 і республіканській дорозі I-1. Благоєвград знаходиться в 31 км від Північної Македонії, в 83 км від Греції, 88 км від Сербії. Відстань до Софії складає 96 км, до Пловдива - 193 км, до македонської столиці Скоп'є - 183 км, а до грецького порту Салоніки - 199 км.  Благоєвград є пунктом розподілу туристичного потоку до довколишніх гір з їхніми центрами - Бансько, Санданський і Добриниште.
Будується автострада Струма, а в 2013 році розпочалося будівництво ділянки від Дупниці до Благоєвграда.

### ЗМІ
Благоєвград є одним з чотирьох регіональних центрів Болгарського національного телебачення, що випускає власну продукцію з 1975 року та має  Тб Канал Пірин, що транслюється на території всієї Південно-Західної Болгарії. Тут знаходиться штаб регіонального каналу ОКО, який по кабелю поширюється в населених пунктах Благоєвградської області.
Існує "Радіо Благоєвград", підрозділ Болгарського національного радіо, яке вже 35 років грає в ефірі від Софії до Кулата, Східної Македонії та Північної Греції.
У Благоєвграді виходять дві щоденні газети - "Струма" і "Віра", поширені по всій південно-західній Болгарії. Крім того, доступні також "Пірин Труд" та "Місцеві 24 години", які також розповсюджуються в місті та регіоні.

## Охорона здоров'я
- Медичний центр - I

Надання спеціалізованої амбулаторної медичної допомоги.
- Центр психічного здоров'я

Діагностика, лікування, періодичний моніторинг та реабілітація хворих на психічні захворювання.
- Спеціалізована лікарня для активного лікування онкології

Активна діагностика, лікування та періодичний моніторинг хворих із злоякісними новоутвореннями та преканцерозами, консультації.
- Центр шкірно-венеричних хвороб
- Спеціалізована лікарня для активного лікування пневмо-патологічних захворювань
- Багатопрофільна лікарня активного лікування з  медичним центром "Пульс"

## Освіта та наука

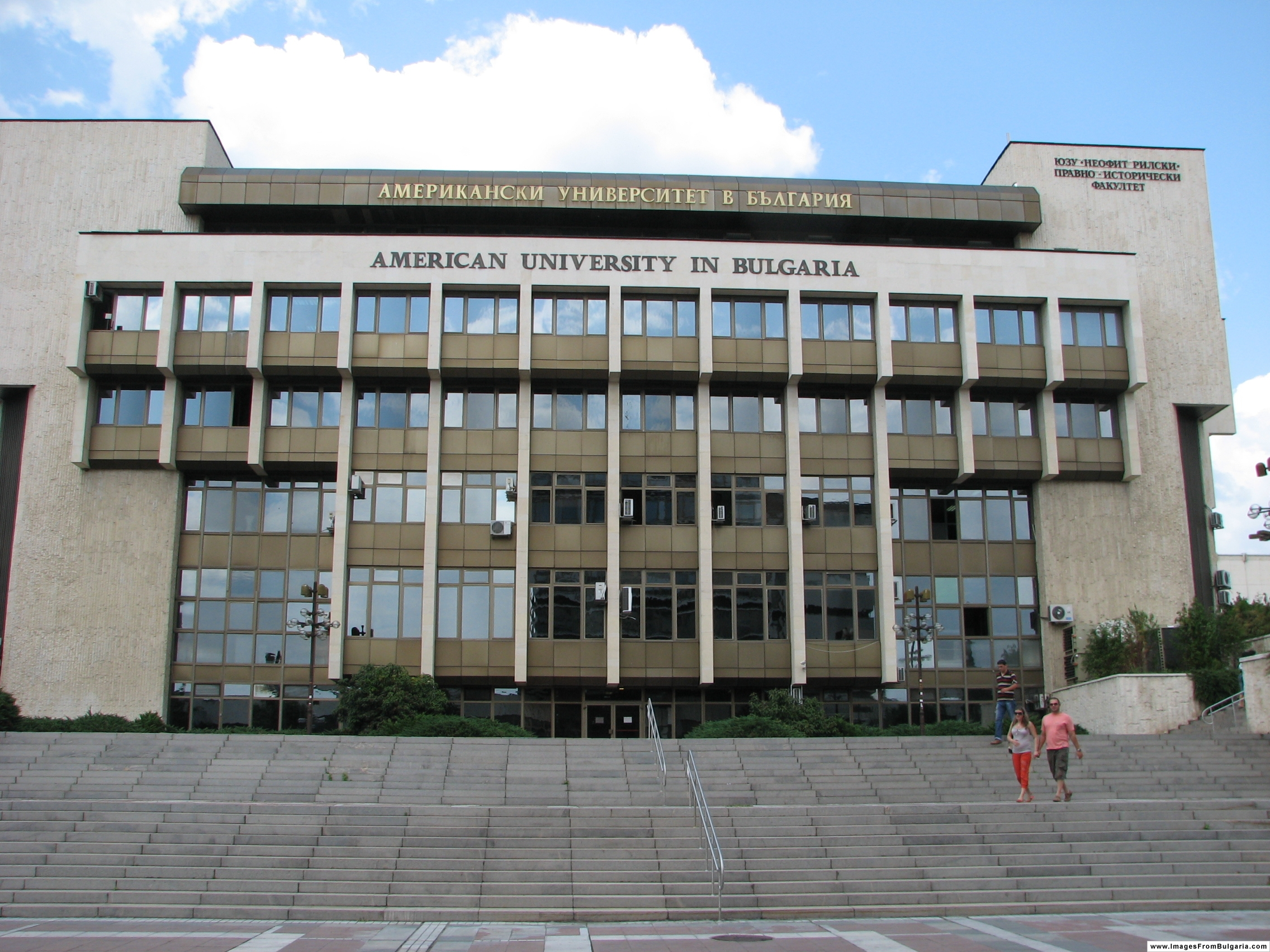
Будівля Американського університету в Болгарії

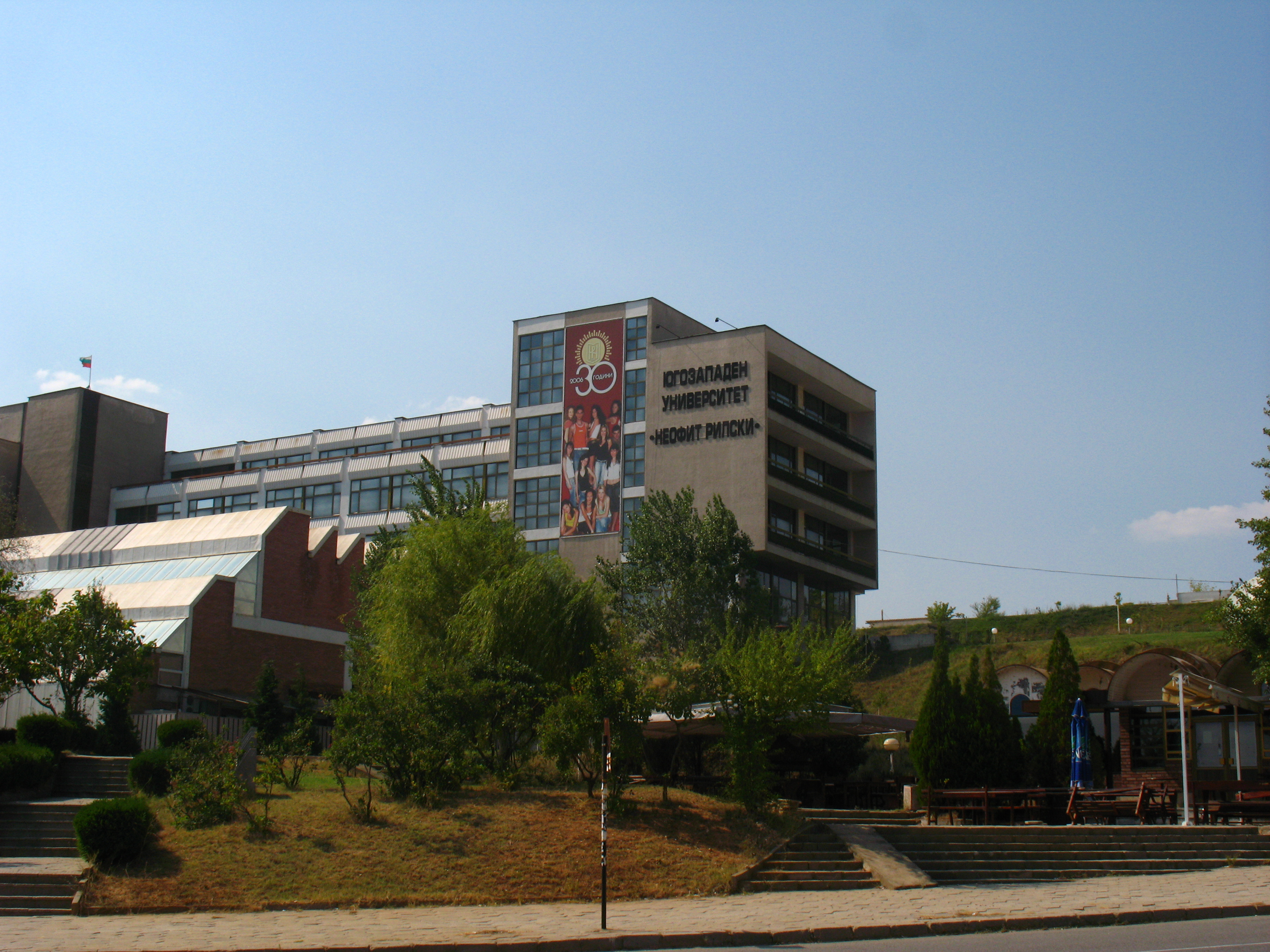
Перша будівля університету "Неофіт Рилський"

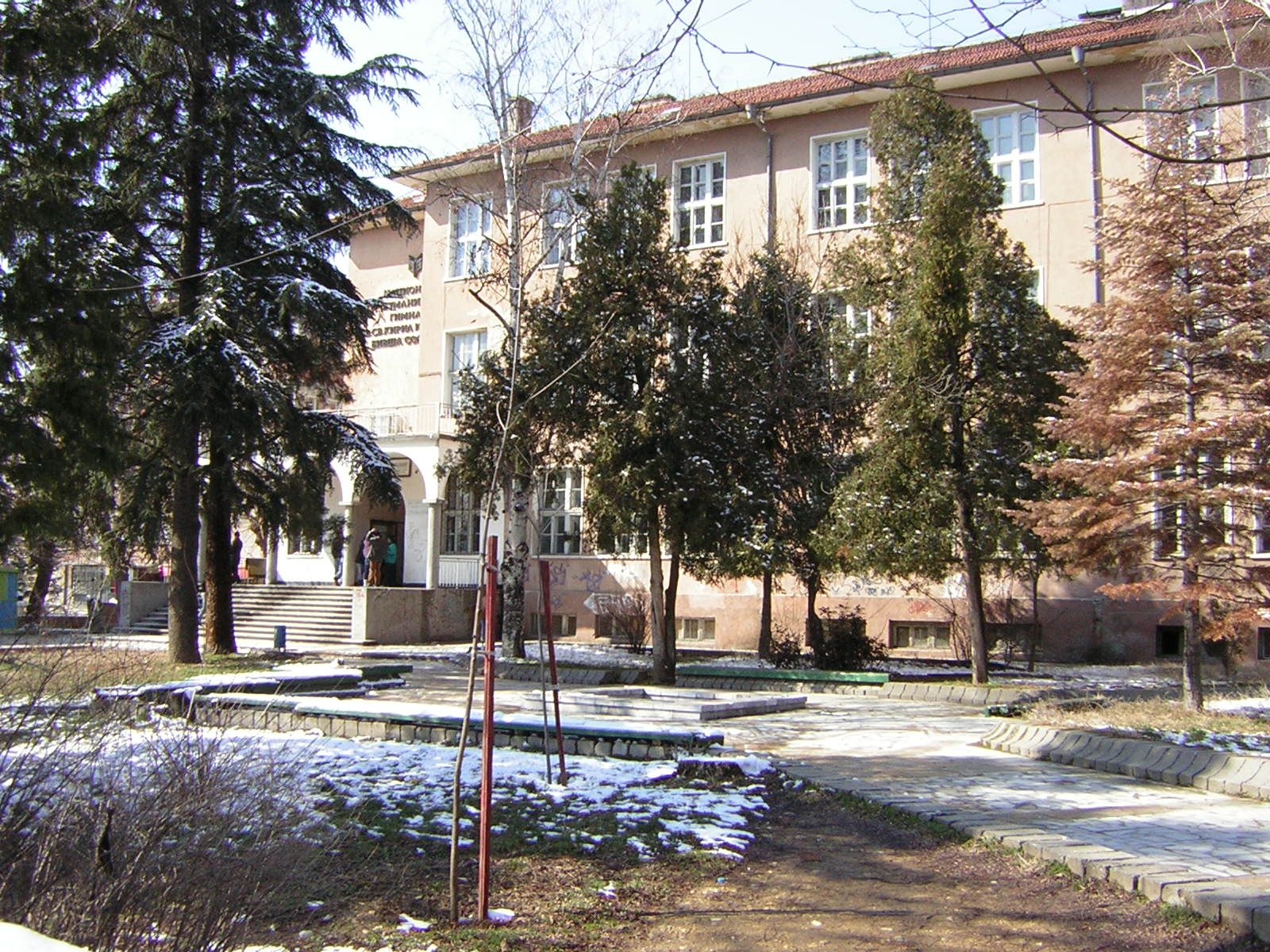
Головний вхід Національної гуманітарної гімназії "Св. Кирила і Мефодія "

### Вищі навчальні заклади
- Південно-Західний Університет "Неофіт Рилський"[24]
- Американський університет в Болгарії[25]
- Коледж туризму[26]
- Технічний коледж[27] при "Неофіт Рілський"

### Школи в Благоєвграді
- 2-а загальна школа "Димитар Благоєв"[28]
- 3-я загальна школа "Димитар Талев"
- 4-а загальна школа "Димчо Дебелянов"[29]
- 5-та середня школа "Георгій Ізмирлієв"[30]
- 6-а середня школа "Іван Вазов"[31]
- 7-а середня школа "Кузьман Шапкарев"[32]
- 8-а середня школа "Арсеній Костенцев"[33]
- 9-а загальна школа "Пейо Яворова"[34]
- 10-а початкова школа "Антон Поптістолов"[35]
- 11-а початкова школа "Христо Ботев" [36]
- Вища школа іноземних мов "Св. Климент Охридський" [37]
- Природничо-математична школа "Академік Сергій Павлович Корольов"[38]
- Мовна школа "Академік Людмил Стоянов"[39]
- Національна гуманітарна гімназія "Св. Кирила і Мефодія" [40]
- Професійна вища економічна школа ім. І.Ілієва [41]
- Професійна вища школа будівництва, архітектури та геодезії "Василь Левський"
- Професійна гімназія текстилю та одягу[42]
- Професійна вища школа електротехніки та електроніки ім. Нікола Вапцарова[43]
- Професійно-технічне училище "Ічко Бойчев"[44]
- Приватна професійна вища школа підприємництва та  нових технологій[45]

## Культура та розваги

### Театр, опера і кіно
- Драматичний театр "Н.  Вапцаров"  (архітектор Вітомир Габровський)
- Муніципальний театр ляльок
- Учбовий театр  "УСЕТ"
- Драматичний театр «Проф. Енчо Халачев» (З 2010 по 8 червня 2015[46] - Благоєвградський Молодіжний театр) - приватний театр
- Камерна опера Благоєвград
- Кінотеатр "Сінемакс", має зал на 234 місця, очікується ще два зали.  Перший кінотеатр країни оснащений цифровим обладнанням Sony Cinealta 4K.[47]

### Музеї та галереї
- Благоевградський обласний історичний музей
- Будинок-музей "Георгій Ізмирлієв"

### Ансамбль народних пісень і танців "Пірин"
Слава міста і Болгарії поширюється по всьому світу завдяки ансамблю народних пісень і танців "Пірин".

### Спорт
У місті є два багатофункціональні спортивні зали. «Скаптопара»  відкритий у 2007 році. Він має понад 1000 місць і відповідає всім вимогам міжнародних федерацій з гандболу, баскетболу та волейболу, а також ігровий майданчик, який може бути використаний для змагань з художньої гімнастики та бойових мистецтв. Є три добре обладнані тенісні комплекси, футбольний стадіон, шість невеликих футбольних полів, олімпійський відкритий і критий плавальний басейн, картинг-трек і один з кращих бейсбольних майданчиків на Балканах. У 2008 році  для потреб студентів розпочато будівництво нового спортивного комплексу на базі університету «Неофіт Рильський».

## Визначні пам'ятки
Особливу цікавість для гостей міста представляє квартал  Вароша з його унікальною архітектурою. 200 м на захід від нього починається природний парк "Бачиново", вздовж річки Бистриця. Є ресторани, дитячі майданчики, "Аквапарк Благоєвград" та критий басейн.  Лижна траса "Бодрість" знаходиться недалеко від міста.
Годинникова вежа Благоєвграда є знаменитою пам'яткою і одним із символів міста.

## Міста-побратими
- Батумі (груз. ბათუმი), Грузія
- Делчево (мак. Делчево), Північна Македонія
- Нагасакі (яп. 長崎市), Японія
- Оберн, Алабама, США
- Салоніки (грец. Θεσσαλονίκη), Греція
- Секешфехервар (угор. Székesfehérvár), Угорщина
- Серре (італ. Serre), Італія
- Скоп'є (мак. Скопје), Північна Македонія (2006)